# Kohimai csata
A kohimai csata („A kelet Sztálingrádja”) fordulópontot jelentett a japán U-gó hadművelet feltartóztatásában 1944-ben a második világháborúban. A harcok Kohima térségében 1944. április 4-étől június 22-éig tartottak Északkelet-Indiában, Nágaföldön.
A csatát két szakaszra oszthatjuk: április 3-ától április 16-áig a japánok megkísérelték elfoglalni a Kohimai-hegygerincet, amely a Kohima-Imphal közti brit indiai utánpótlási útvonal egyik fő védelmi pontja volt. A kisszámú kohimai brit helyőrség április közepéig ellenállt a többszörös létszámfölényben lévő japán haderőnek, míg az április 18-án a térségbe érkezett brit és indiai erősítés ellentámadást indított a japánok ellen. Június 22-ére az északról előrenyomuló szövetségesek visszaszorították a japán erőket, és a délről vonuló imphali brit erőkkel a 109. mérföldkőnél találkoztak.

## Japán tervek
1943 augusztusában a japán hadvezetés úgy döntött, hogy támadást indítanak 1944 tavaszán India ellen. 1944 elején már számos jele volt annak, hogy a japánok offenzívát készítenek elő a frontvonal középső szakaszán, Imphal ellen. Slim és Scoones azt tervezték, hogy az előre nyomuló japánok mögé kerülnek egyes hadosztályaik, hogy ezáltal elvágják a támadók utánpótlási vonalait.
A 15. japán hadsereg (33. japán hadosztály, 15. japán hadosztály és a Jamamoto hadtest) Renja Mutagucsi tábornok vezetésével azt tervezte, hogy elszigeteli és megsemmisíti a 4. indiai hadsereg előretolt hadosztályait a Csindvin-folyónál, mielőtt elfoglalná Imphalt. A 31. japán hadosztálynak eközben Kohimát kell majd elfoglalnia, elszigetelve azt Imphaltól, majd előre kell nyomulnia Dimapur felé.

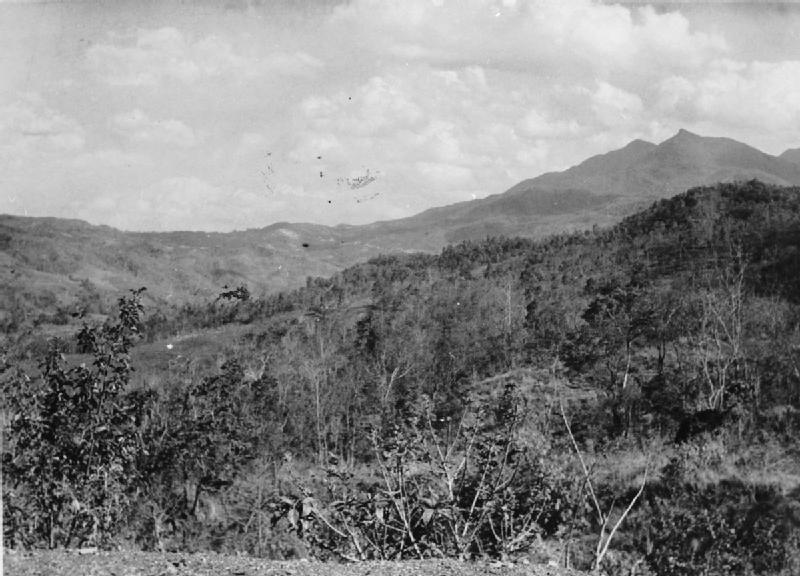
Kohima látképe

A japán támadás elsődleges célja a Kohima-Imphal közti utánpótlási útvonal elfoglalása volt. Az út az 1500 méter magasan fekvő Kohimánál keresztezett egy ösvényt, mielőtt lefelé tartott volna Dimapur felé, ahol rengeteg kórház, raktár és kiképzőállomás kapott helyet. A létfontosságú út itt találkozott a hasonlóan nagy jelentőségű asszámi vasútvonallal, amely észak felé tartott, és Joseph Stilwell amerikai-kínai hadseregének utánpótlási vonalát jelentette.
A támadás fő célja Dimapur indiai város elfoglalása volt a Brahmaputra folyónál. Amennyiben a japánok tervei sikerülnek, nyitva áll az út Északkelet-India felé, ugyanis a Burma-India közti hegyvonulat után nem volt semmilyen stratégiai hely nyugatra, ahol eredményesen tudnák a britek feltartóztatni a japánokat. Dimapur esetleges elfoglalásával újból el tudják szigetelni a külvilágtól a kínai nemzeti erőket és az Észak-Burmában előrenyomuló Joseph Stilwell csapatait és a csinditeket.
A 31. japán gyalogos hadosztály parancsnoka, Szató Kótoku nem értett egyet a hadvezetés döntésével, végig ellenezte az U-Go hadműveletet, az Indiába való benyomulást az utánpótlási nehézségek, a nehéz dzsungelharc miatt elképzelhetetlennek tartotta.
Az U-Go hadműveletet február közepén kellett volna megindítani, de késtek a csapaterősítések és ezért március 6-ára halasztották az akciót.
Slim tábornoknak az volt a feladata, hogy tartsa Imphalt, miközben visszaveri a Kohima ellen intézett támadást, mivel mindkét csata kimenetele a másiktól függött.

## Japán támadás

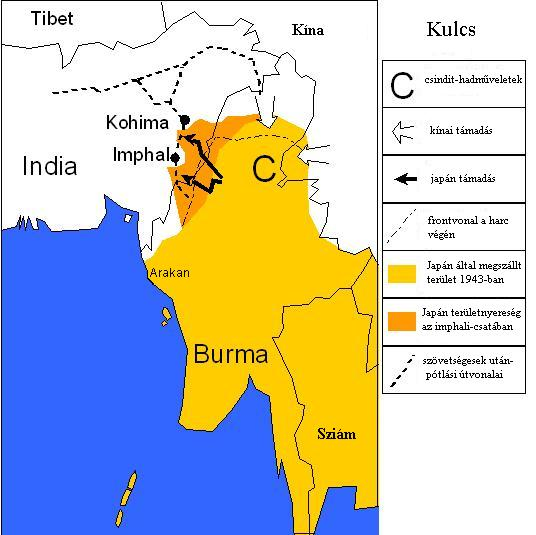
Támadás Kohima és Imphal ellen

1944. március 15-én a 31. japán gyalogos hadosztály átkelt a Csindvin folyón Homalinnál, és északnyugat felé vonulva járhatatlan őserdei utakon előrenyomult a 64 km-re lévő Kohima irányába. A 31. japán hadosztály bal szárnya a 15. japán hadosztály jobb szárnyával együtt vonult előre Szangsak és Ukhrul falu felé, amit március 19-én elértek. A területet az 50. indiai ejtőernyős dandár védte, a csaknem egy hetes kitartásukat a vízhiány törte meg, végül visszavonultak Imphal irányába. Az indiaiak 600 embert, a bal szárny 400 embert vesztett. Az 50. indiai ejtőernyős dandár csaknem egyhetes kitartása azonban jelentősen lelassította az Imphal felé vonuló 15. japán hadosztályt, illetve a Kohimát támadó 31. japán hadosztály bal szárnyát, amely a csata után északnyugat felé fordult és Kohimát vette célba. A hadosztály középső része és jobbszárnya közvetlenül Dzseszami falut támadta meg, melyet a britek kiürítettek, így nyitva állt az út Kohima felé.
Közben a brit 14. hadsereg parancsnoka, Slim tábornok előtt világossá vált, hogy a japánok nemcsak Imphal elfoglalására törnek, hanem egyidejűleg támadást intéznek Kohima ellen is – korábban úgy gondolták, hogy a japánok számára képtelenség egy egész hadosztályt átvonultatni az nehezen járható őserdőn Kohima felé – így elvágva az imphali fennsíkot észak felé, Indiába vezető egyetlen utat. A japánok az egész 31. hadosztályukat a tüzérséggel együtt fel tudták hozni az őserdőn keresztül. A téves helyzetértékelés miatt az asszámi ezrednek mindössze egyetlen zászlóalját rendelték ki a Kohimába keletről vezető utak védelmére, amely helység az U-Go offenzíva kezdeti szakaszában az Imphal és Dimapur közötti fő összpontosítási körletnek számított. Kohima egyben raktározási, adminisztrációs és orvosi központ is volt, tele hátországbeli csapatokkal és polgári alkalmazottakkal. Mikor jelentések érkeztek arról, hogy a japánok a falu felé törnek, csak helyi szinten tudták megoldani a falu megerősítését, és egyáltalán nem azzal a műgonddal, amelyet a helyzet komolysága megkívánt volna.

## Kohima védelme
Slim számára világos volt, hogyha az apró Kohima elesik, akkor a teljesen védtelen Dimapur szövetséges bázis és ezáltal Északkelet-India csaknem egésze japán megszállás alá kerülhet. A csapaterősítések térségbe küldéséhez már nem volt elegendő idő, így egy dzsungelháborúban járatos, 50 éves gyalogostisztet, Hugh Richards ezredet küldte Kohimába, hogy mint a helyőrség parancsnoka szervezze meg a helység védelmét. Richards március 23-án érkezett meg, és lesújtotta az, hogy maroknyi kiképzetlen ember áll rendelkezésére. A támaszponttól keletre állomásozott az asszámi ezred, egy kétes harcértékű nága zászlóalj illetve pár szakasz asszámi lövész, míg a helyőrség központjában több egységből összeverődött csapatok voltak, amelyek még a fegyverekkel sem tudtak jól bánni. Ezzel szemben utánpótlásban nem volt hiány, bőséges élelem és kézifegyver-muníció állt rendelkezésre.
Richards úgy határozott, hogy a védelmet a Kohima-hegygerincre, a kb. 1,6 km hosszú és 320 méter széles hegynyúlványra alapozza. Március 27-én értesült először arról, hogy nem a várt japán ezreddel kell felvennie a harcot, hanem Szató egész 31. hadosztályával. Március 30-án a japánoknak sikerült elvágniuk az Imphal és Kohima közti utat, így az elszigetelt harccsoport kizárólag a légi utánpótlásra számíthatott. A 31. japán hadosztály térségbe érkezésének hírére egyre feszültebbé vált a helyzet Kohimában, a dezertálások magas száma és a szervezetlenség miatt Kohima védelme reménytelennek látszott.
Slim március végén Dimapurból az előzőleg az arakáni frontról repülőgéppel odaszállított 161. indiai gyalogosdandárt Kohimába küldte, ám még aznap, amikor megérkeztek, már vissza is küldték őket a frontvonal mögötti dimapuri támaszpont védelmére.

## A csata
Az 1944. április 5-én megkezdődött kohimai csata három szakaszra tagozódott. Az első, az ostrom, 14 napig tartott, amely alatt Richards ezredes és gyenge, mindössze 1500 emberből álló csapata makacsul kitartott Szató Kotuku tábornok 31. hadosztálya ellenében, bár a védelmi vonalaik fokozatosan zsugorodtak az ütközet során.

### Az első harcok

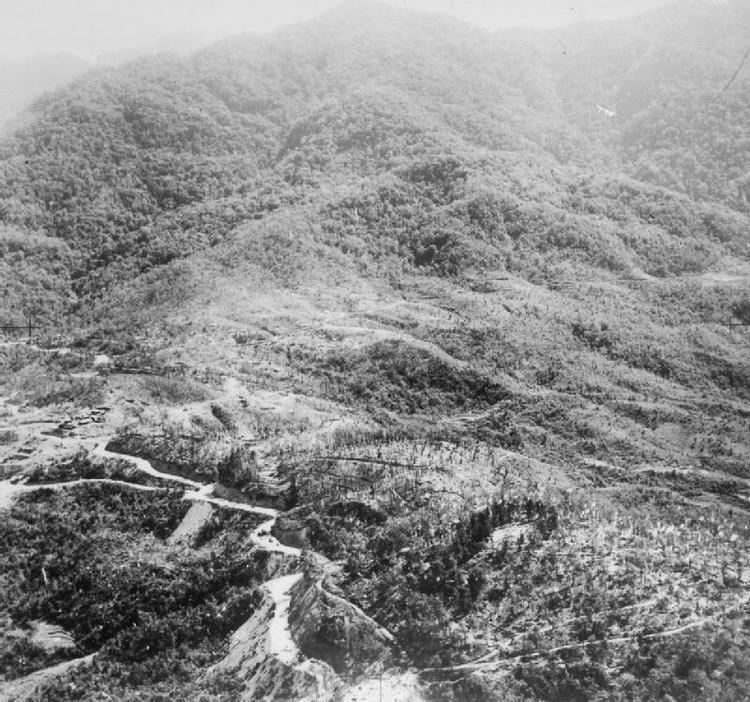
A Kohima-hegygerinc

Április 5-én – amikor a japán gyalogság először csapott össze a kohimai helyőrséggel – ami után a helyiekből álló zászlóalj nagyobbik része dezertált, Richards ezredes megmaradt csapatait megerősítették egy kitűnő brit alegységgel, a Királyné saját királyi nyugat-kenti ezredének 4. zászlóaljával, amelyet elkülönítettek a 161. hadosztályból, és a hegyi ösvény védelmére rendelték ki. A nyugat-kentiekkel együtt érkezett a 20. indiai hegyidandár tüzérségének egyik ütege is. Kohima védőinek száma 1500 első vonalbeli katonára és 1000 nem harcoló emberre nőtt. Április 5-én a 31. japán gyalogos hadosztály elfoglalta a kohimai helyőrség déli állását, a Szállítás-hegygerincet. Április 6-án bevették a Börtön-dombot, majd április 10-én a Különítmény-dombot.
Richards kezdetben azt gondolta, hogy legfeljebb néhány napig kell kitartania, mégis arról rendelkezett, hogy 14 napi ellátmányt és lőszert utaljanak ki minden állásnak. Előrelátásának köszönhetően végig sikerült kitartaniuk embereinek a harc során.

### A teniszpálya melletti csata

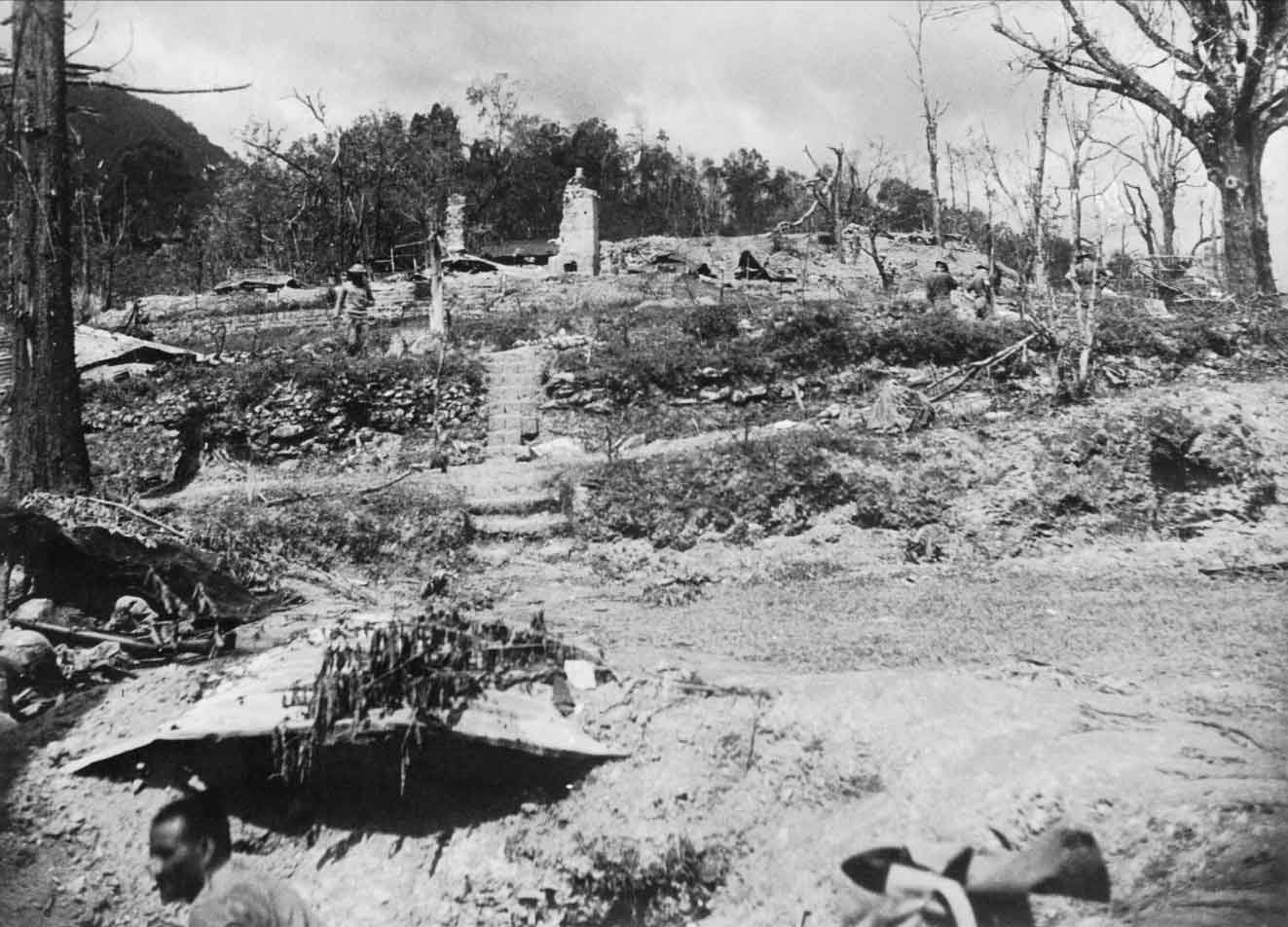
A teniszpálya és a teniszklubház romjai az ostrom után

Április 8-ról 9-re virradó éjjel a japánok folyamatos támadást kezdtek a kohimai helyőrség által védett Helyőrség-domb ellen, a leghevesebb összecsapások egy teniszpálya körüli területen zajlottak („teniszpálya-csata”). A legelkeseredettebb harcok a helyettes kormánymegbízott – Charles Pawsey – bungalója körül zajlottak, egy kb. 360×270 méteres területen, amit a japánok éjjel rohantak le. Amikor a britek visszavonultak a kormánymegbízott bungalója mögé, előretolt állásaik a teniszpálya nyugati szélére kerültek. A japánok már csak 20 méterre voltak a britektől. A brit védők legtöbb tagja a teniszpálya mögötti terasz tetején, a teniszklubház körül és az a mögött található alacsony földhányáson foglalt állást.

### A hegyiágyúk
A bungalók körzetében a brit tüzérség hihetetlenül pontos bombázásai segítették Kohima védőit. A 24. indiai hegyidandár ágyúival a Kohimától 3 km-re északnyugatra – Jotsomában – fekvő hegyről tüzelték a japán állásokat. Ugyanis a hegyidandárnak nem sikerült elérnie Kohimát, a japán ostromgyűrűn nem sikerült áttörniük, de a tüzérek olyan pontosan céloztak még 3 km-es távolságból is, hogy zárótüzet tudtak zúdítani közvetlenül a védők állásai elé.

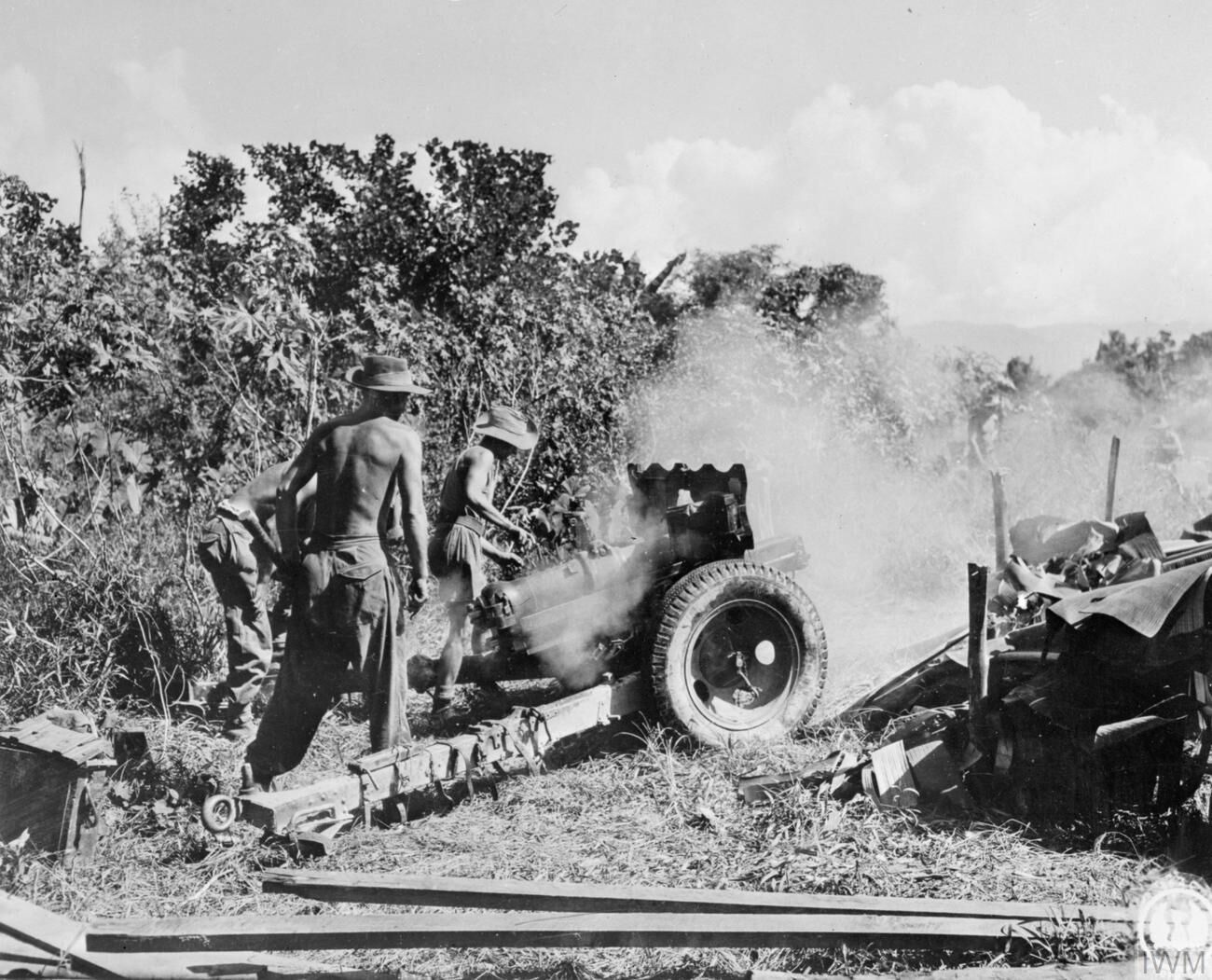
3,7 hüvelykes Pack-tarack

A 24. indiai hegyiezred két darabból álló 3,7 hüvelykes Pack-tarackokat használt az ostrom során, melyet viszonylag könnyen lehetett szállítani a nehéz terepen (mindegyik löveg szállításához nyolc öszvér kellett), ugyanakkor rendkívül pontos célzásokat engedett. A 24. hegyiezred ágyúit a Jotsoma környéki dzsungelben helyezték el, és helyi falunak álcázták a helyet. Közel voltak egy őserdei úthoz, így az ágyúkat gyorsan lőállásba tudták helyezni, megfigyelési pontjukról – mely a Pandzsáb-hegygerincen állt – tökéletesen tudták ellenőrizni célzásuk hatékonyságát. Az ütegek hatótávolsága 3,2-5,5 km között változott. a tüzérek állandó és pontos tűz alatt tarthatták a japánokat, ugyanakkor ők maguk az ellenség ágyúinak a hatókörzetén kívülre estek.
Kohimánál a tüzérek olyan szakértőkké váltak a japán támadások idejének és irányának meghatározásában, hogy az ostromolt kohimaiak parancsát már ezelőtt végrehajtották, hogy a helyszínen tartózkodó csapatoktól küldött üzenet megérkezett volna. A háború után a Királyné saját királyi nyugat-kenti ezrede a Kenttől Kohimáig című kiadványában elismerte, hogy a tüzéreknek a lövései annyira gondosan célzottak és pontosak voltak, hogy képesek voltak a teniszpálya túlsó oldalát lőni anélkül, hogy a legkisebb kárt tették volna a saját csapataiban.

### Az ostrom véget ér

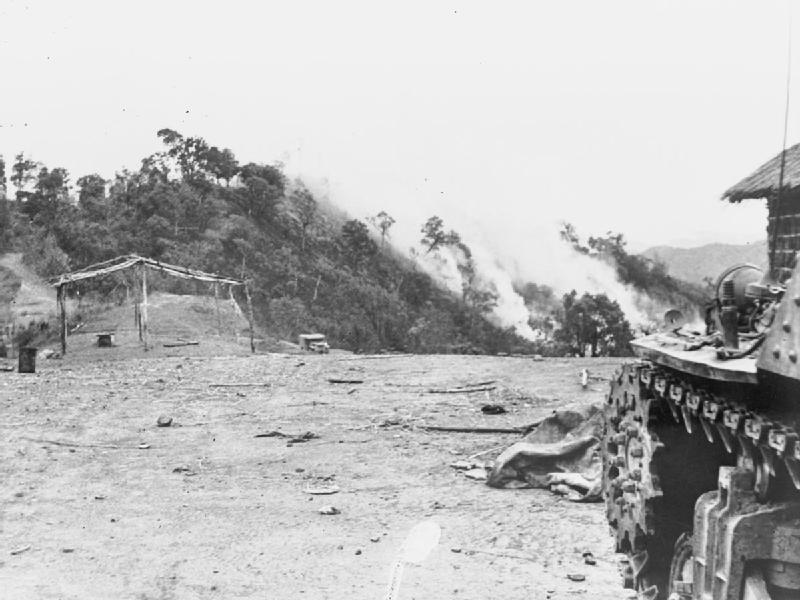
Japán bunker tűz alatt a Tamu úton

Szató, amellett, hogy 15 000 embert vonultatott át az asszámi dzsungelen, még 75 mm-es gyalogsági lövegeket is hozott magával a Kohimai-hegygerinc bombázására. A friss japán csapatok egyik hulláma a másik után támadta a szorult helyzetben lévő védőket, a japán támadásokat rendszerint közelről leadott tüzérségi tűz, aknaeső vezette be. A hatalmas túlerő kezdte éreztetni a hatását. Richards védelmi vonalai fokozatosan összezsugorodtak, a távolabb eső frontszakaszok tarthatatlanná váltak. Április 17-ről 18-ra virradó éjjel a japánok – akik április 5-e óta fokozatosan elfoglalták a helyőrság minden megerősített állását a Kohima-hegygerinc mentén – uralmuk alá vették mind az Utánpótlás-dombot, mind a Kuki-kiszögellést. Richards ezredes egységének elszánt maradékát egy 320 négyzetméteres helyre szorították be a Helyőrség-dombon és a bungalószektor egy részén, ahol napokig heves harcok dúltak. Az elszánt védők csodával határos módon voltak képesek feltartóztatni Szató rohamait – a japán tüzérség belőtte a sebesültekkel teli kórházárkokat, a létfontosságú – ejtőernyővel ledobott – vízutánpótlás és az aknavetőkhöz való lőszer nagy része a japán vonalak mögé esett, mialatt a japánok gyalogsági rohamainak intenzitása fokozódott.

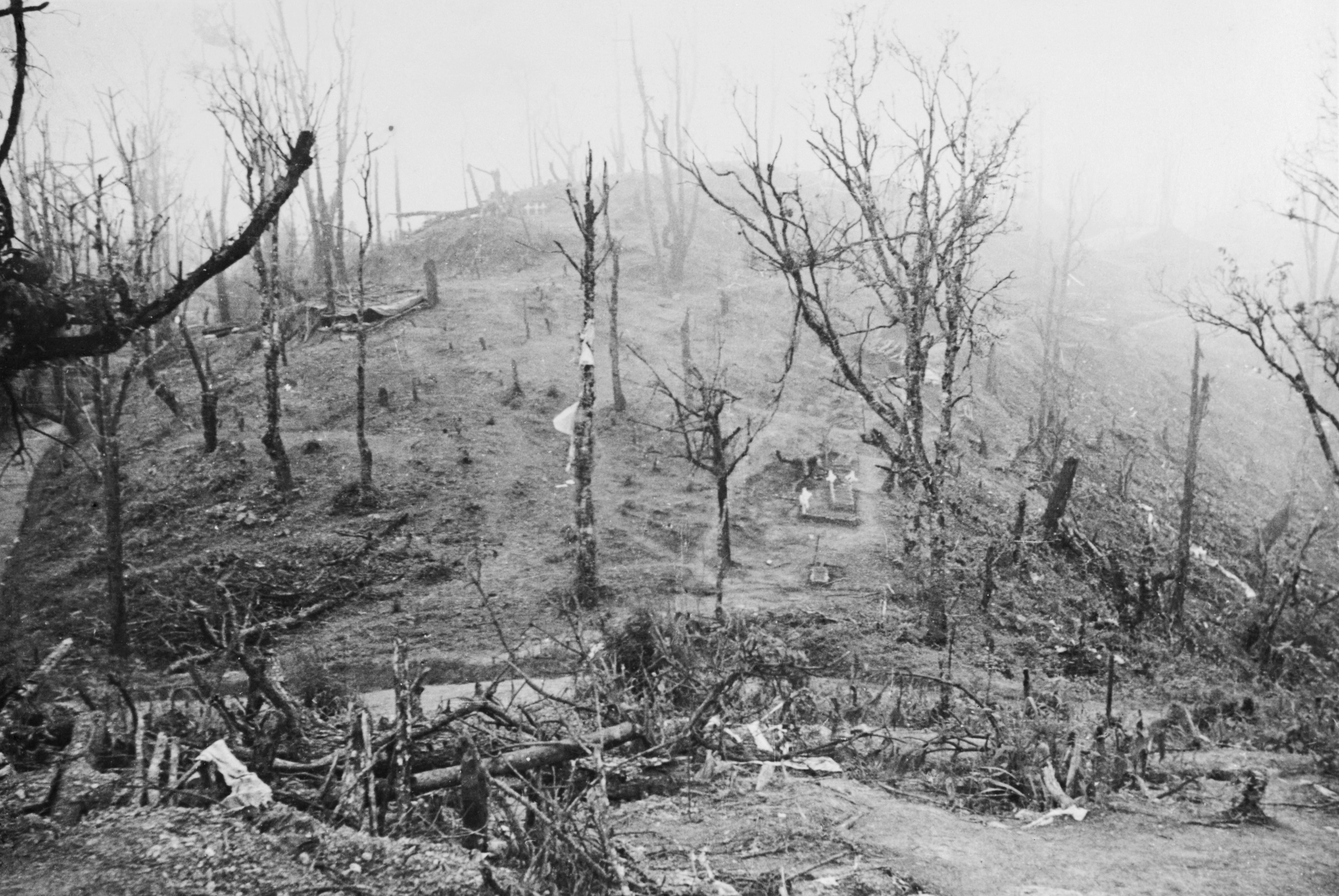
A Helyőrség-domb I. világháborús frontmezőket idéző képe

Az egyre csökkenő létszámú helyőrségben az tartotta a lelket, hogy ismételten ígéretet kaptak: fel fogja őket menteni a közelben állomásozó 161. dandár valamint a 2. brit hadosztály azon egységei, melyek az előbbieket követik a dimapuri úton. Április 14-ére a védők helyzete kilátástalanná vált, ám még így is volt elég erejük ahhoz, hogy négy további napig kitartsanak, mire az erősítés végre áttörte a Kohimától északra emelt japán útelzárásokat. Amikor a felmentő erők április 18-án megérkeztek, Richardsot és embereit egy 320 négyzetméteres bűzös, akna szántotta területen megtépázva találták. Az ostrom során a védők 600 embert veszítettek, de a Helyőrség-domb mindvégig a kezükben maradt. A Helyőrség-domb egykor áthatolhatatlan őserdei növényzete a heves harcok, bombázások miatt teljesen elpusztult, a csupasz fák, lövedékek által felszaggatott talaj az első világháború Somme környéki állóháborús csata környezetét idézte.

## Brit ellentámadás
Miután az ostrom befejeződött, a britek jelentősen megerősítették állásaikat, ennek ellenére a japánok fanatikusan küzdöttek. Slim utasította a XXXIII. hadtest vezénylő tábornokát, Montagu Stopford altábornagyot – aki ekkor a kohimai front hadműveleteit irányította – hogy kíméletlen nyomást gyakoroljon a japán csapatokra. Három és fél hét alatt tudták csak a britek megtisztítani a Kohima-hegygerincet. Minden bunkerért és megerősített állásért meg kellett küzdeniük. Az előrenyomulás lassú volt, a japánok beásták magukat a hegygerincen, tankokat pedig a nehéz terepen nem tudták a britek használni a támadásban. A japán erők jelentősen meggyengültek, készleteik elfogytak. Május 13-ára végül az utolsó japán bunkereket és lövészárkokat is felszámolták a Kohima-hegygerincen. A japánok az ellentámadás során semmilyen külső segítségre, utánpótlásra nem számíthattak, a katonákat járványok tizedelték. A brit tudósítások szerint a japán csapatok az ellentámadás során „leírhatatlan” körülmények között éltek és harcoltak, próbálták feltartóztatni a brit és indiai erőket.
Slim háromszoros túlerőt vont össze a japánok ellen, és minden fronton támadásba lendült. Május végén – bár beköszöntött a monszun – továbbra is ragaszkodott az előrenyomuláshoz. A japánoknak a járványok, kilátástalan küzdelem és az utánpótlási nehézségek miatt fokozatosan vissza kellett vonulniuk. Szató tábornok május végére felismerte, hogy a helyzet reménytelen, elrendelte csapatainak a Kohimától való visszavonulást május 31-én, anélkül, hogy ehhez kikérte volna a hadseregparancsnokának az engedélyét (ami a japán birodalmi hadseregben elképzelhetetlen volt). A visszavonulás rendezetlen körülmények között folyt, élelmiszer és ivóvíz hiányában a japán katonák az éhhalál szélére sodródtak. Mutagucsi tábornok a látszat kedvéért egyetértett Szató döntésével, de a 31. hadosztály visszavonuló maradékát délre – Imphalba – küldte, hogy ott csatlakozzon a 15. japán hadosztályhoz, mivel még mindig hitt abban, hogy kivívhatja a győzelmet.

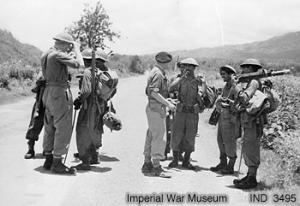
Találkozás a 109. mérföldkőnél

Június 22-én a britek a szárazföldi összeköttetést ismét helyreállították Kohima és Imphal között, miután a 2. brit hadosztály Kohimából előtörő tankjai Imphaltól 16 km-re északra a 109. mérföldkőnél találkoztak az onnan jövő 5. indiai gyalogos hadosztály őrjárattal.
Mutagucsi 15. japán hadserege már minden fronton visszavonult a Csindvin folyó keleti partjára. A Kohima és Imphal körül lezajlott, hosszú ideig tartó csatákban a japánok 53 000 főt vesztettek, akik közül 30 000-en haltak meg. Slim – akinek a vesztesége 16 000 főt meghaladta – megkezdhette Burma visszafoglalását.

## Szövetséges légifölény
A szövetségesek a levegőben is óriási fölényt élveztek. 1944 októberére 392 vadászgépük és 150 bombázójuk tartózkodott a burmai hadszíntéren, a japánok mindössze 50 gépet tudtak csatasorba állítani. Kohima ostroma alatt a repülőgép volt a legfontosabb szállító eszköz: a készleteket, muníciót, élelmet az elvágott szárazföldi utánpótlási vonalak miatt légi szállítással fedezték. A legideálisabb gép a Douglas Dakota volt, amely 3400 kg-nyi súlyt tudott szállítani, öszvérek és dzsipek is elfértek a belsejében. A málhás állatokat időnként egy raklapra erősítve dobták le ejtőernyőkkel csapataiknak. A RAF a kohimai és imphali csata végéig több mint 19 000 tonna készletet, és 12000 embert szállított a harci zónába, míg onnan 13 000 sebesültet és 43 000 civilt menekített ki.

## Eredmények
Közvetlenül a Kohima környéki harcokban 4000 brit és indiai katona halt meg, tűnt el vagy sérült meg, a japánok vesztesége több mint 5000 ember volt. A veszteségeket súlyosbította a japánok körében fellépő tömeges éhezés, járványok, alultápláltság. Mutagucsit lemondatták a 15. japán hadsereg parancsnoki posztjáról. Szató, a Kohima elleni ostrom vezetője visszautasította, hogy harakirit kövessen el, mivel nem tartotta magát felelősnek a vereségben. A hadvezetés utasítására orvosokkal vizsgáltatták meg, akik megállapították, hogy Szató elmebetegségben szenved, ezért nem képes vállalni a mártírságot (az orvosi vizsgálatot Kawabe, a Burma Terület Hadseregcsoport vezetője indítványozta, aki el akarta kerülni a botrányt a mártíromság megtagadása miatt).
A döntő jelentőségű kohimai és imphali csaták után a kezdeményezés Burmában véglegesen a szövetségesek kezébe került. A japánokat nemcsak hogy nem erősítették meg, hanem még csapatokat is vezényeltek el a térségből. Burma jelentősége a japán hadvezetés előtt csökkent, mivel az amerikai csendes-óceáni offenzívák ekkor már a japán szigeteket veszélyeztették. A Burmában állomásozó japán haderő számbelileg hátrányba került, gyengén volt felszerelve, ellátva és el volt vágva a külvilágtól. Elkerülhetetlenné vált a japán hadsereg burmai veresége, ám a legtöbb japán katona bátran harcolt tovább. Slim tábornok így emlékezik meg róluk: „Mindannyian arról beszéltünk, hogy az utolsó emberig és az utolsó töltényig harcolunk. Egyedül a japán katonák tették ezt meg a valóságban is.”

## Victoria kereszt
A kohimai csatában két katonát tüntettek ki a Victoria-kereszttel:
- John Pennington Harman, a Királyné saját királyi nyugat-kenti ezredének 4. zászlóalja
- John Neil Randle, 2. brit hadosztály

## A kohimai csata emléke

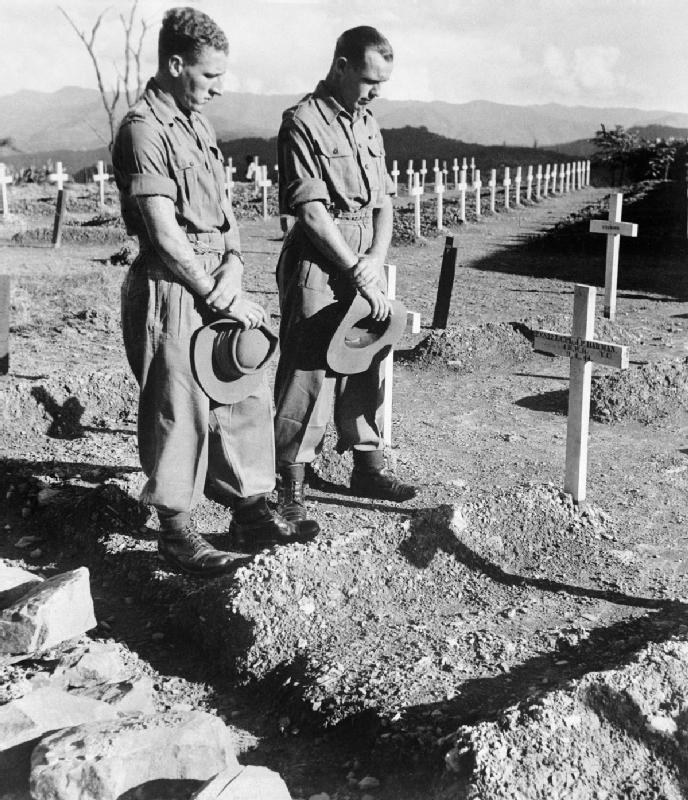
Két katona lerója kegyeletét a kohimai temetőben John Harman sírja mellett, akit posztumusz Victoria kereszttel tüntettek ki hősiessége miatt

A Kohimára jellemző hatalmas hőség miatt a halottakat gyorsan el kellett temetni. Az életben maradt katonák ideiglenes kereszteket emeltek a sírok fölé, majd pedig később nagyobb, tartósabb kereszteket készítettek. Elég ritkán fordult elő a II. világháborúban, hogy az egyes egységek emlékművet emeltek elesett bajtársaik emlékére. A háború után 1287 brit és indiai sírt gyűjtöttek össze egyetlen temetőben, ahol egy helyi kövekből emelt oltárt és egy áldozati keresztet is felállítottak. Az emlékművön az alábbi epigrammát helyezték el:
| „                      | Aki pusztulásunk szánja szavunk hallva majd megért: Odaadtuk a mi Mánkat a ti Holnapotokért | ” |
| – John Maxwell Edmonds |                                                                                             |   |

| „                      | When You Go Home, Tell Them Of Us And Say, For Their Tomorrow, We Gave Our Today | ” |
| – John Maxwell Edmonds |                                                                                  |   |

A sírfeliratot John Maxwell Edmonds (1875–1958) írta, akit Szimonidész Thermopülai csata emlékére írt epigrammája ihletett.
A kohimai csata fordulópontot jelentett a Burmai hadjáratban. Lajos Ferenc battenbergi herceg szerint: „valószínűleg a történelem legnagyobb csatáinak egyike […] az egyenlőtlen erők közti hősiesség példája […] a britek és indiaiak Thermopülája.”
Slim tábornok emlékirataiban a burmai hadjáratról: „Burma a közkatonák háborúja volt, ők voltak azok, akik Győzelmet kovácsoltak a Vereségből.”

## Bibliográfia
- The Times Atlasz: Második világháború szerk.: John Keegan. Akadémiai Kiadó Bp. 1995.
- A II. világháború nagy csatái. John MacDonald. GABO kft. 1995.

## Külső hivatkozások
- Burma Star Association (angolul)
- Birodalmi háborúk múzeuma, London Archiválva 2008. december 3-i dátummal a Wayback Machine-ben Burmai hadjárat összefoglalása
- Canadian War Museum: Újságcikkek a burmai hadjáratról (angolul)
- US Center of Military History (USCMH): Burma 1942 (angolul)
- USCMH Centeral Burma 29 January – 15 July 1945 (angolul)
- USCMH India-Burma 2 April 1942-28 January 1945 (angolul)
- Japán légiháború 1937–45.
- Hadosztályok a burmai hadjáratban (angolul)
- bbc.com honlap: A burmai hadjárat animációja térképen.